# Domino (film)
Domino (ve francouzském originále Domino) je akční film z roku 2005. Režisérem filmu je Tony Scott. Hlavní role ve filmu ztvárnili Keira Knightley, Mickey Rourke, Édgar Ramírez, Riz Abbasi a Delroy Lindo.

## Obsazení
| Keira Knightley    | Domino Harvey          |
| Mickey Rourke      | Ed Moseby              |
| Édgar Ramírez      | Choco                  |
| Riz Abbasi         | Alf                    |
| Delroy Lindo       | Claremont Williams III |
| Tabitha Brownstone | Domino Harvey (8 let)  |
| Mo’Nique           | Lateesha Rodriguez     |
| Dabney Coleman     | Drake Bishop           |
| Lucy Liu           | Taryn Mills            |
| Macy Gray          | Lashandra Davis        |
| Christopher Walken | Mark Heiss             |
| Mena Suvari        | Kimmie                 |
| Brian Austin Green | sebe                   |
| Ian Ziering        | sebe                   |
| Jerry Springer     | sebe                   |
| Peter Jacobson     | Burke Beckett          |